# جزیره تیمور
تیمور جزیره‌ای در جنوب شرقی آسیا و در شمال دریای تیمور است. کشور مستقل تیمور شرقی در نیمه شرقی این جزیره واقع است. نیمه غربی جزیره به نام تیمور غربی متعلق به کشور اندونزی است.